# Kumarila Bhatta
 (janvier 2017).
Si vous disposez d'ouvrages ou d'articles de référence ou si vous connaissez des sites web de qualité traitant du thème abordé ici, merci de compléter l'article en donnant les références utiles à sa vérifiabilité et en les liant à la section « Notes et références ».
Kumarila Bhatta (Kumārila Bhaṭṭa, कुमारिल भट्ट) ou Kumarila Swamin, philosophe indien Mîmâmsâka  des VIIe – VIIIe siècles. On connaît mal sa biographie, mais il serait mort brûlé vif en la présence de Shankara.
Fondateur de la mîmâmsâ théiste, il tenta avec un certain succès de réfuter le bouddhisme. À ce titre, on peut le considérer comme l'un des réformateurs qui contribua à la restauration de l'hindouisme après la domination du bouddhisme en Inde. Célèbre pour ses thèses fondamentales sur la mîmâmsâ, Bhatta était un farouche partisan de la validité de l'injonction suprême védique. À ce sujet, on lui attribue la formulation logique de la croyance Mimamsaka sur l'infaillibilité des Védas. Grand champion de Purva-Mimamsa et ritualiste confirmé, il défend également le ritualisme de la mimamsa contre la position du bouddhisme médiéval qui critique les rituels védiques. Son influence sur l'Advaita Vedānta est notable. 

## Œuvres principales
- Mimamsashlokavarttika, commentaire des Mimamsa Sutras de Jaimini. Il diffère des autres commentaires de la mimamsa par ses vues théistes. Mais, bien qu'il défende l'idée d'un Dieu personnel, il réfute celle d'un Dieu créateur.
- Shlokavarttika
- Tantravartikka